# Kolverath
Kolverath est une municipalité de la Verbandsgemeinde Kelberg, dans l'arrondissement de Vulkaneifel, en Rhénanie-Palatinat, dans l'ouest de l'Allemagne.

## Références

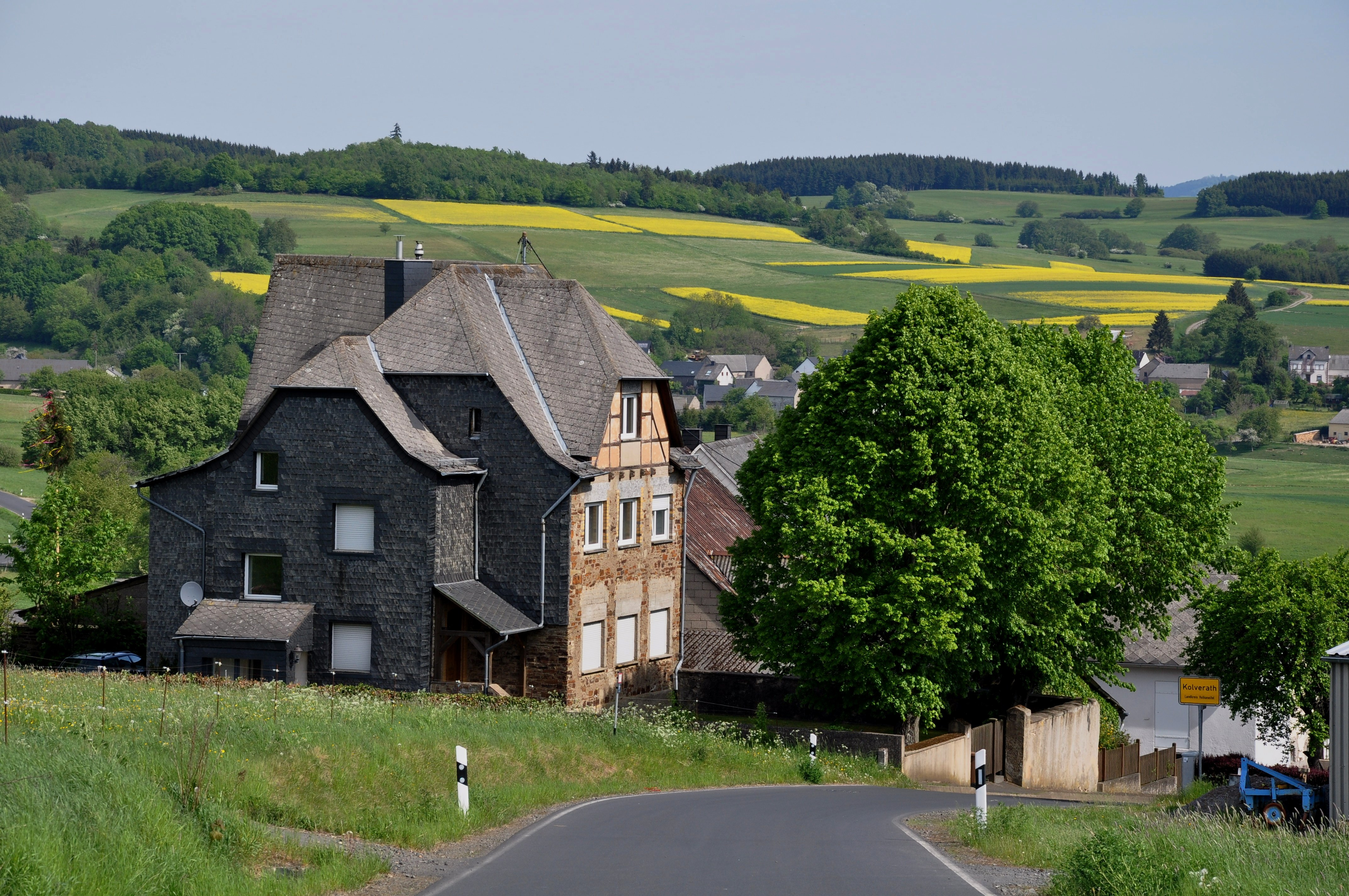
Kolverath